# Tatort: Borowski und eine Frage von reinem Geschmack
Borowski und eine Frage von reinem Geschmack ist die 777. Episode der Krimireihe Tatort. Der  Fernsehfilm wurde am 24. Oktober 2010 erstmals im Programm der ARD Das Erste ausgestrahlt. Für den Kieler Ermittler Klaus Borowski, verkörpert von Axel Milberg, ist es sein 15. Fall.

## Handlung
Auf dem Volleyballplatz bricht der fünfzehnjährige Florian Hölzel nach dem Genuss eines Energydrinks zusammen und stirbt. Borowski ermittelt nun gegen den Hersteller, die Molkerei Kallberg. Sie hat das Produkt in den Handel gebracht. Es war offensichtlich mit einer zu hohen Konzentration eines Lebensmittelfarbstoffes versehen, der im Normalfall nur zu Unwohlsein geführt hätte. Bei Florian allerdings, der Allergiker war, wirkte es tödlich.
Borowski spricht zunächst mit der Chefin der Molkerei Kallberg, die sofort eine Rückrufaktion einleitet. Eine Erklärung für den Vorfall hat sie nicht, da eine Sabotage spätestens bei der Endkontrolle aufgefallen wäre. Die Protokolle darüber sind in Ordnung, trotzdem kündigt sie sofort dem verantwortlichen Michael Krüger. Borowski bemerkt schnell, dass Liane Kallberg ein straffes Regime führt, um dem Unternehmen Gewinne um jeden Preis zu sichern. Ihrem Vater und Seniorchef Alfons Kallberg ist das absolut nicht recht. Er würde nur zu gern die Molkerei so führen wie früher, „wo keiner an seiner Milch gestorben sei“. Bei der weiteren Kontrolle des Betriebes wird festgestellt, dass vor kurzem in die Firma eingebrochen wurde, was ein Hinweis auf einen Sabotage-Akt sein könnte. Auch finden wöchentlich Führungen durch den Betrieb statt, wo sich durchaus jemand an der Anlage hätte zu schaffen machen können. Da die Flasche nicht beschädigt war, ist auszuschließen, dass jemand nachträglich etwas eingespritzt hat.
Auf dem Rückweg muss Borowski plötzlich bremsen und ein Fahrzeug fährt ihm auf. Die Fahrerin Sarah Brandt bietet ihm sofort an, den Schaden zu reparieren und ihm solange ein anderes Auto zu leihen. Sie ist die Nachbarin von Paul Kallberg und von ihr erfährt Borowski, dass Paul eigentlich die Molkerei einmal übernehmen sollte. Da er das Unternehmen konventionell und ökologisch führen wollte, seine Schwester aber nicht, gab es Streit und er hat sich aus der Firma zurückgezogen. Sofort macht sich Borowski auf den Weg. Paul Kallberg gibt an, dass es ihm als Ökobauern um die Tiere ging und dabei steht er nicht allein. Seine Nichte Melinda, ein tierliebendes Mädchen im Teenageralter, rebelliert ebenfalls gegen die Unternehmens- und Familienführung ihrer Mutter. Sie ist mit dem Umweltaktivisten Kai Mauvier befreundet, der schon länger gegen die Molkerei und ihr Produkt „Vitanale“ eine Kampagne führt. Die Tatsache, dass Mauvier im Besitz des Lebensmittelfarbstoffes ist, der den dramatischen Todesfall ausgelöst hat, lässt Borowski stutzig werden. Mauvier hat auch an einer der Führungen in der Molkerei teilgenommen, was eine der Videokameras aufgezeichnet hatte.
Plötzlich meldet sich ein Erpresser und Liane Kallberg ist gewillt, die geforderte Summe bedingungslos zu zahlen. Um eine mobile Einsatzzentrale zu haben, fragt Borowski bei Sarah Brandt an, ob er ihr Gehöft dafür nutzen könne. Die Lage sei optimal, da der Ort der Geldübergabe im Blickfeld wäre. Sie willigt ein und die Überwachung wird vorbereitet. Nach stundenlanger Wartezeit wird Paul Kallberg festgenommen. Er gibt jedoch an, nur auf Wildschweinjagd gewesen zu sein, und so stellt sich heraus, dass der Erpresserbrief von Melinda stammte und sie vorhatte, sich mit dem Geld von ihrer Mutter unabhängig zu machen.
Borowski wird stutzig, als er in der Presse liest, dass die Molkerei Kallberg an ein Schweizer Großunternehmen verkauft wurde. Dort ist man inzwischen dabei, den Verkauf angemessen zu feiern. Stark angetrunken begibt sich Alfons Kallberg in den Stall, prostet den Kühen zu und sagt: „Auslagern. Also lagern wir aus!“ Und er lässt die Tiere aus dem Stall. Er treibt sie, immer noch die Sektflasche in der Hand, zum Ökohof seines Sohnes. Der ist wenig begeistert, nimmt die Tiere aber auf und setzt sich mit seinem Vater zu einer kleinen Aussprache nieder.
Bereits vor dem Verkauf gab Liane Kallberg ein Interview im Fernsehen, was nun gesendet wird und welches Borowski mit ansieht. Ihm kommen Zweifel, ob der Skandal nicht sogar dem Verkauf förderlich war. Auch Andreas Hölzel sieht diese Sendung und fasst einen Entschluss. Er bringt Melinda Kallberg in seine Gewalt und flößt ihr genau den Milchdrinkzusatz ein, den sein Sohn getrunken hatte. Als Liane Kallberg Hölzel mit ihrer Tochter sieht, ruft sie verzweifelt Borowski an, ihr zu helfen. Dieser ist gerade bei Paul Kallberg, wo er unerwartet auch dessen Vater angetroffen hat. Der Sohn sagt dem Vater auf den Kopf zu, dass dieser den Energydrink manipuliert hat. Alfons Kallberg gibt es zu und sagt, dass er den anstehenden Verkauf verhindern wollte, wobei ihm der Skandal helfen sollte. Dass der Junge zu Tode kam, hätte er doch nicht ahnen können. Als Borowski der Hilferuf von Liane Kallberg erreicht, fährt er mit ihrem Vater zum Hof. Borowski versucht mit Hölzel zu reden, doch der flößt weiter der Tochter die Energy-Milch ein. Erst als Alfons Kallberg dazu kommt und ihm gegenüber zugibt, dass er schuld am Tod seines Sohnes ist, lässt er von dem Mädchen ab.

## Hintergrund
Der Film wurde vom Studio Hamburg und dem Norddeutschen Rundfunk unter den Arbeitstiteln Energie, die schmeckt und Borowski und die Energie, die schmeckt produziert. Das Thema des Films beschäftigt sich mit einem Lebensmittelskandal, womit die drei Drehbuchautoren einen Beitrag zur ARD-Themenwoche „Essen ist Leben“ leisten wollten.
In diesem Tatort erscheint Sibel Kekilli als Sarah Brandt zum ersten Mal. Sie war von Milberg für die Rolle der Sarah Brandt vorgeschlagen worden, die hier noch als Randfigur konzipiert ist, aber zukünftig Frieda Jung ersetzen soll, die von Maren Eggert gespielt wurde und in der Folge 761 (Tango für Borowski) ausstieg. Sarah Brandt lernt Kommissar Borowski auf recht unkonventionelle Weise kennen – bei einem Autounfall.

## Rezeption

### Einschaltquoten
Die Erstausstrahlung von Borowski und eine Frage von reinem Geschmack am 24. Oktober 2010 wurde in Deutschland insgesamt von 8,51 Millionen Zuschauern gesehen und erreichte einen Marktanteil von 22,4 Prozent für Das Erste.

### Kritik
Rainer Tittelbach von tittelbach.tv urteilt über diesen Kieler Tatort: „Die Regie versucht, die grob gestrickte Krimihandlung zu retten, indem sie dem Ganzen mächtig Dampf macht. Alles in diesem Film von Florian Froschmayer ist letztlich aber zu laut: die Streitigkeiten zwischen den Protagonisten, der psychische Schmerz des Vaters, der deutlich die tickende Zeitbombe geben muss, die geschäftstüchtige Coolness der Kallberg-Chefin. Selbst gute Buch-Ideen werden inszenatorisch kaputt gemacht: ‚Wir lagern aus‘, schreit der betrunkene alte Kallenberg und lässt die Kühe seines abgewickelten Betriebs frei. Dazu dröhnt und hämmert es, dass es nicht mehr schön ist. Auch beim Showdown holt Froschmayer alle erdenklichen Mittel zur künstlichen Spannungsmache aus der Kiste.“
Katharina Miklis bei Spiegel.de meint: „Nicht blutig, dafür etwas zäh kommt dieser NDR-"Tatort" auf den Teller, und die Plotkonstruktion zwischen Familiendrama, Lobbyismus und Bio-Guerilla wirkt ein wenig zusammengepappt wie Klebefleisch. Einziger Geschmacksverstärker ist Sibel Kekilli, die schon mal einen Vorgeschmack gibt, inwiefern ihre Rolle der Sarah Brandt dem brummeligen, etwas festgefahrenen Borowski ordentlich Contra bieten und den Kieler "Tatort" reichlich entstauben könnte.“
Bei Stern.de stellt Ulrike Klode kritisch fest, „ja, es ist nachzuvollziehen, dass sich die ARD-Themenwoche ‚Essen ist Leben‘ durch das gesamte Programm zieht, also auch in der Tatort-Folge ‚Borowski und eine Frage von reinem Geschmack‘ vorkommt. Aber bitte, muss das so aufdringlich geschehen?! Ein Krimi soll spannende Unterhaltung bieten und kein aufklärerisches Bildungsprogramm. […] Aus der Geschichte hätte durchaus ein annehmbarer Krimi werden können, der immer mal so nebenbei thematisiert, wie Lebensmittel manchmal bis zur Unkenntlichkeit aufpeppt werden. Doch leider hat es da jemand viel zu gut gemeint.“
Die Kritiker der Fernsehzeitschrift TV-Spielfilm beurteilen wie folgt: „Etwas überladen, aber originell und boshaft.“